# Линколн Сентер (Канзас)
Линколн Сентер (енгл. Lincoln Center) град је у америчкој савезној држави Канзас.

## Демографија
По попису из 2010. године број становника је 1.297, што је 52 (-3,9%) становника мање него 2000. године.
| Група             | 2000.         | 2010.         |
| Белци             | 1.312 (97,3%) | 1.231 (94,9%) |
| Афроамериканци    | 4 (0,3%)      | 4 (0,3%)      |
| Азијати           | 2 (0,1%)      | 1 (0,1%)      |
| Хиспаноамериканци | 13 (1,0%)     | 36 (2,8%)     |
| Укупно            | 1.349         | 1.297         |